# Rancho Viejo (västra Tantoyuca kommun)
Rancho Viejo är en ort i Mexiko.   Den ligger i kommunen Tantoyuca och delstaten Veracruz, i den sydöstra delen av landet, 230 km norr om huvudstaden Mexico City. Rancho Viejo ligger 150 meter över havet och antalet invånare är 379.
Terrängen runt Rancho Viejo är platt norrut, men söderut är den kuperad. Runt Rancho Viejo är det ganska tätbefolkat, med 72 invånare per kvadratkilometer. Närmaste större samhälle är Tantoyuca, 6,7 km öster om Rancho Viejo. Trakten runt Rancho Viejo består till största delen av jordbruksmark.